# Liddington Castle

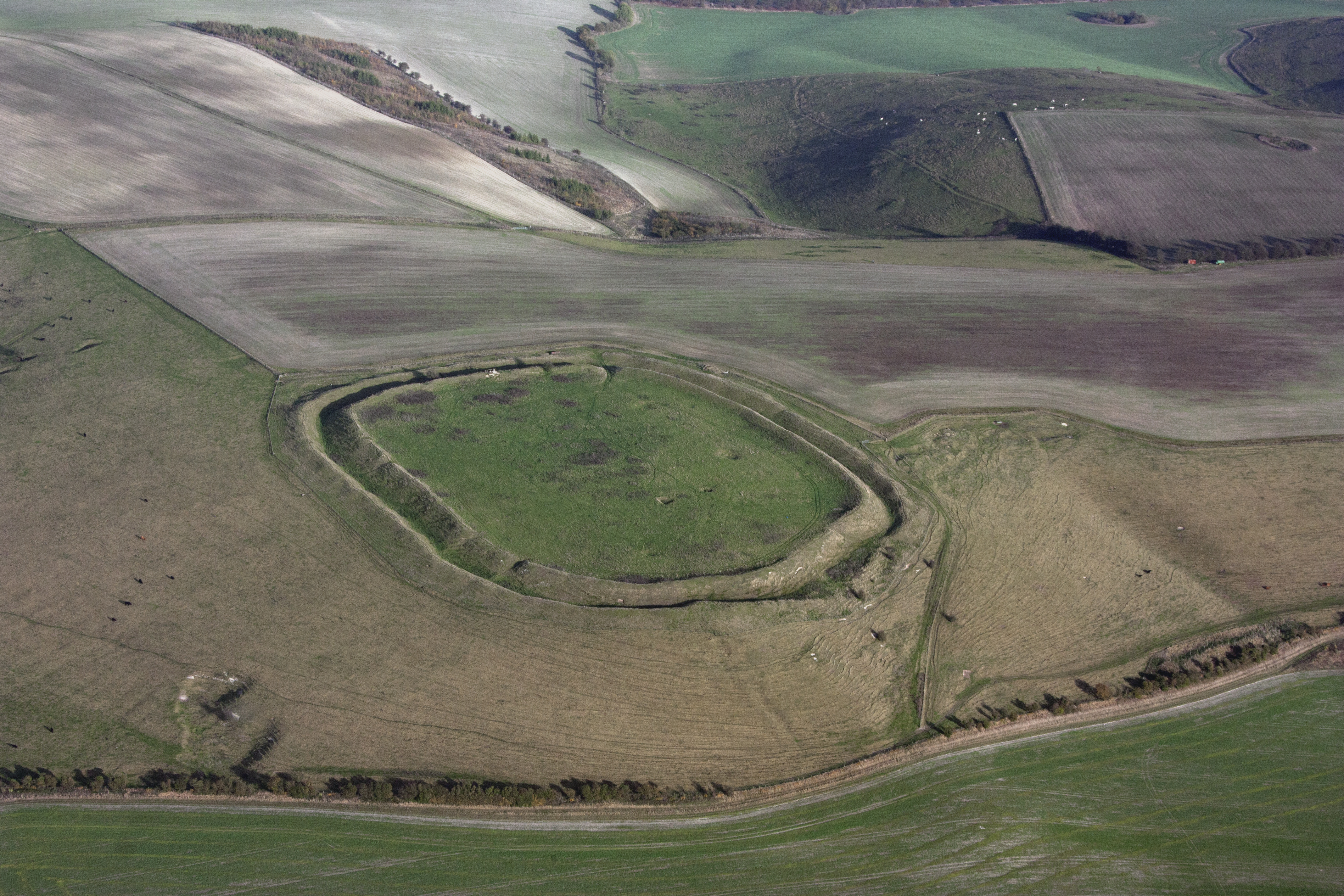
Liddington Castle

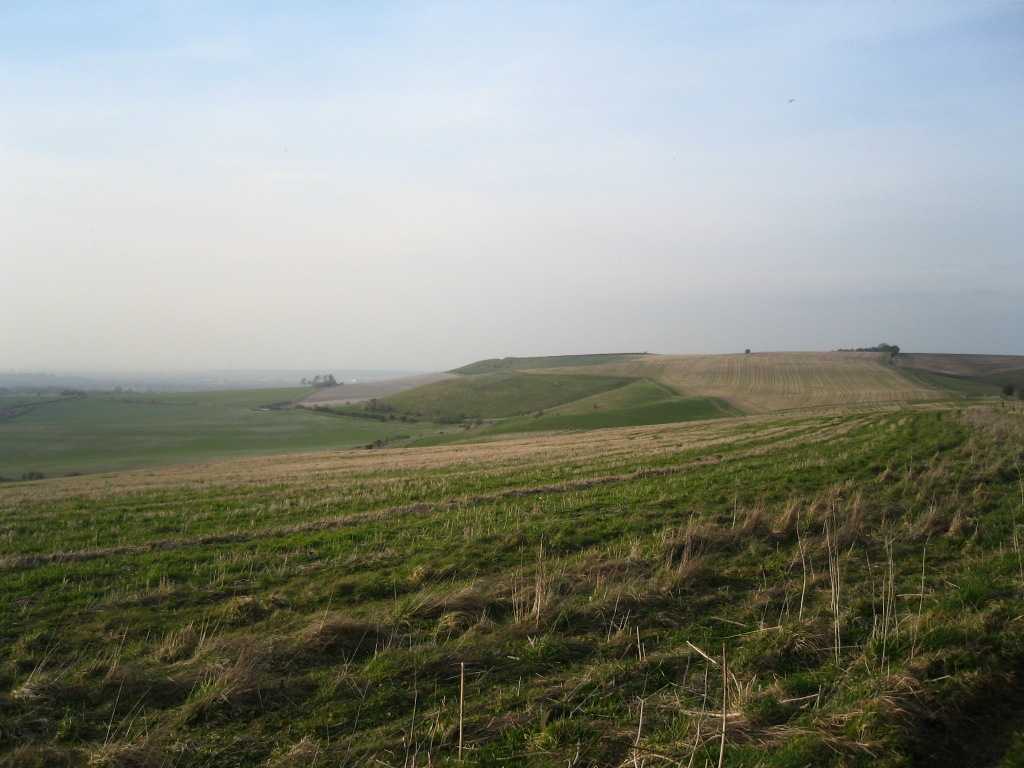
Liddington Castle

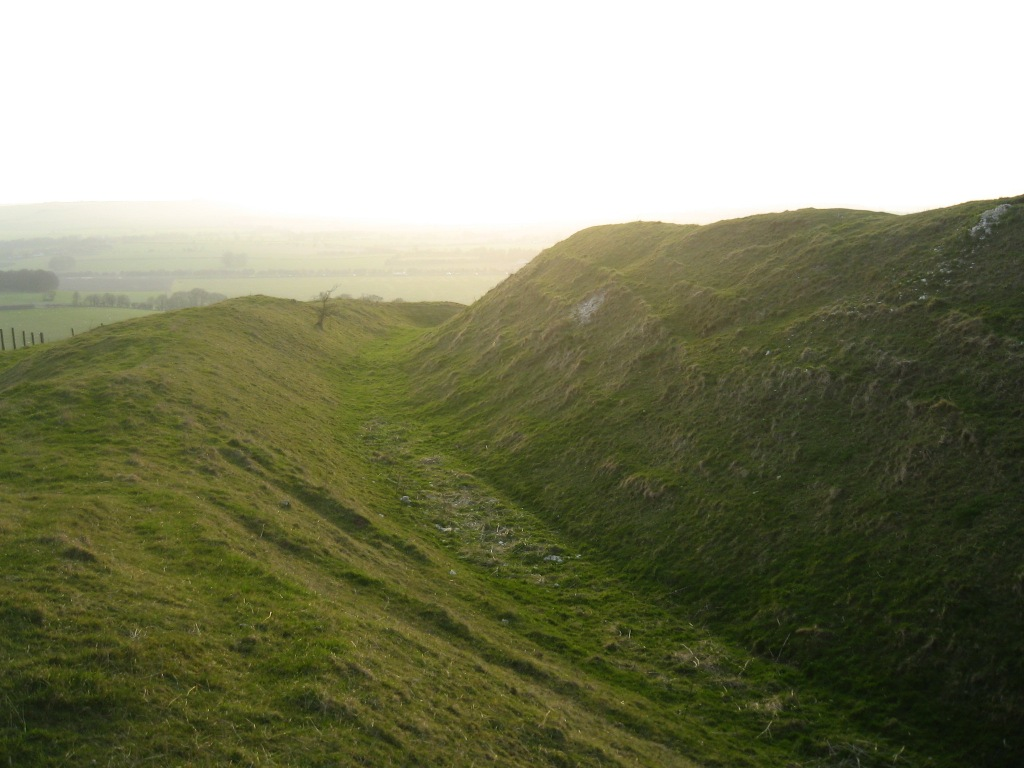
Erdwall

Liddington Castle ist ein auf einer Erhebung gelegenes Hillfort in der Gemeinde Liddington in der englischen Verwaltungsgrafschaft Borough of Swindon.
Graben und Wall der etwa 3 ha großen Anlage stammen vermutlich aus der Eisenzeit und sind gut erhalten. Der Eingang befindet sich im Osten.
Mit 275 m Höhe ist der Ort die größte Erhebung im Borough of Swindon. Wenige hundert Meter nördlich verläuft The Ridgeway in west-östlicher Richtung.
Ausgrabungen fanden 1976 durch Susan Hirst und Philip Rahtz statt. Hinweise auf die legendäre Schlacht von Badon fanden sich nicht.